# Gaetano Milanesi
Gaetano Milanesi (Siena, 9 settembre 1813 – Firenze, 11 marzo 1895) è stato uno storico dell'arte e paleografo italiano.

## Biografia
Fratello di Carlo, si laureò in legge nel 1834, per poi dedicarsi alla paleografia e agli studi di storia dell'arte diventando un celebre esperto in ricerche di archivio fra i più importanti del suo tempo.
Pubblicò con spirito moderno le Vite del Vasari (1845-1856), Documenti sulla storia dell'arte senese (1856) e l'opera completa del Vasari in 9 volumi (1878).
Collaborò alle edizioni dell'Archivio storico italiano.

## Opere
- Storia della miniatura italiana: con documenti inediti. Firenze, Le Monnier, 1850.
- Nuove indagini con documenti inediti per servire alla storia della miniatura italiana. Firenze, s.n., 1850.
- Cennino d'Andrea Cennini, Il libro dell'arte o Trattato della Pittura, a cura di Gaetano Milanesi e Carlo Milanesi, Firenze, Le Monnier, 1859.
- Sulla storia dell'arte toscana: scritti vari. Siena, L. Lazzeri, 1873.
- Di Cafaggiolo e d'altre ceramiche in Toscana. Bologna, Forni, 1902.